# Астайкин, Сергей Николаевич
Сергей Николаевич Астайкин (род. 12 февраля 1988, Ульяновск) — российский мотокроссмен, мастер спорта международной категории, чемпион России 2008 года в классе 250 куб. см.

## Достижения
- 2001—2005 Чемпион России
- 2007 — 3 место, Чемпионат Европы класс Open
- 2008 — 1 место, Чемпионат России
- 2009 — 12 место, Чемпионат Мира класс MX3
- 2010 — 1 место, Чемпионат Америки штата Орегон
- 2010 — 3 место, Supersross spokane mx1
- 2010 — 1 место, Arenacross Oregon
- 2011 — 3 место, California gold cup mx1
- 2011 — 1 место, Spring series California
- 2013 - Чемпион Калифорнии Gold Cup
- 2013- Top 20 Ama Motocross Nationals USA
- 2014 - Чемпион Калифорнии Gold Cup
- 2014 - Team Green Kawasaki Top 20 Ama Motocross Nationals USA
- 2015 - Top 18 Ama Motocross Nationals USA